# Synapturanus salseri
Synapturanus salseri é uma espécie de anfíbio da família Microhylidae. Pode ser encontrada na Colômbia, Venezuela, Guiana e Brasil.